# Llamame (canção de WRS)
"Llamame" (em português: Chama-me) é a canção que representou a Roménia no Festival Eurovisão da Canção 2022 que teve lugar em Turim. A canção foi selecionada através do Selecția Națională, realizado no dia 5 de março de 2022. Na semifinal do dia 12 de maio, a canção qualificou-se para a final, terminando a competição em 18º lugar com 65 pontos.